# بوتاموچی

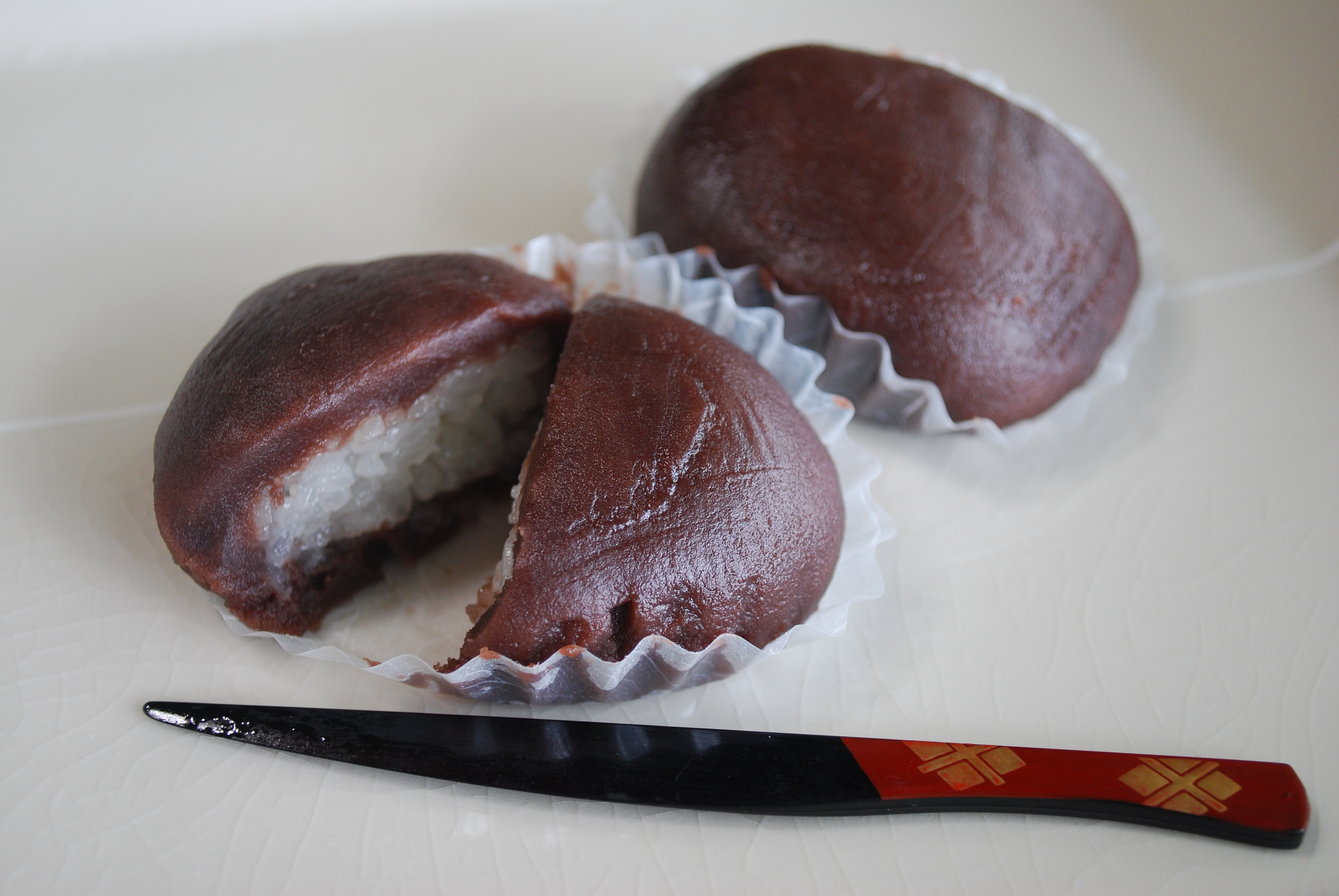
اوهاگی یا بوتاموچی همراه با طعم آنکو

بُوتاموچی (به ژاپنی: 牡丹餅、ぼたもち Botamochi) به یک نوع شیرینی در آشپزی ژاپنی گفته می‌شود. در این نوع شیرینی برنج و موچی‌کومه (یک نوع برنج ژاپنی) باهم مخلوط و پخته می‌شوند. سپس به شکل بیضی یا کروی در آورده شده و به دورتادور آن یک لایه آن یا خمیر شیرین لوبیا قرار می‌گیرد. به غیر از خمیر لوبیا یا آن از کیناکو (سویای پودرشده)، نوری (یک نوع جلبک دریایی)، کنجد و زوندا (ادامامهٔ خورد شده) نیز استفاده می‌شود. خمیر لوبیا ممکن است در هستهٔ داخل برنج نیز قرار بگیرد.   
نام این شیرینی بر اساس فصل تغییر می‌کند. در پاییز اوهاگی (به ژاپنی: 御萩) نامیده می‌شود اما در بهار به همان نام بوتاموچی خوانده می‌شود. قسمت اول کانجی آن (به ژاپنی: 牡丹 Botan) از گل بوتان گرفته شده‌است. همچنین برای نام او در فصل تابستان و زمستان نیز واژه‌هایی وجود دارد.

## منبع
- مشارکت‌کنندگان ویکی‌پدیا. «ぼたもち». در دانشنامهٔ ویکی‌پدیای ژاپنی، بازبینی‌شده در ۱۴ اکتبر ۲۰۱۱.